# La pointe Courte
La Pointe-Courte es una película francesa dirigida por Agnès Varda en el año 1955.

## Argumento
Un hombre vuelve a su ciudad natal, Sète, y encuentra su famoso barrio de pescadores, llamado la Pointe courte. Su mujer viene para reunirse con él. Durante algunos días, van a analizar la situación existente entre la pareja.